# Mladinska politika

## Horizontalne mladinske politike
Kot horizontalna mladinska politika razumemo ukrepe, usmerjene predvsem v integracijo mladih v ekonomsko življenje skupnosti.
V horizontalno smer spadajo ukrepi, ki so sicer sestavni del drugih (področnih) politik, vendar želi družba s posebnimi ukrepi za mladino še posebej zagotoviti spodbujevalne okoliščine za lažjo integracijo mladih v družbo (stanovanjska politika, politika zaposlovanja, zdravstvena politika, izobraževalna politika itd.). Ukrepi so lahko torej namenjeni izključno mladim ali pa gre za ukrepe, ki predstavljajo mladinsko razsežnost v ukrepih za prebivalstvo kot celoto. Družba potrebuje avtonomne posameznike, ki so se sposobni vključevati vanjo. Avtonomijo spodbujajo ravno ukrepi horizontalne ravni.

## Vertikalne mladinske politike
Kot vertikalna mladinska politika razumemo ukrepe, ki so lastni prostoru mladine in predstavljajo podporne mehanizme za razvoj mladinskega dela, delovanja mladinskih organizacij, participacije mladih in informiranja mladih (Beočanin 2010).
Ukrepov, ki so prvenstveno lastni prostoru mladine in so namenjeni spodbujanju vključevanja mladih v mladinsko delo, zagotavljanju pogojev za izvajanje mladinskega dela ter izdelavi in oblikovanju osnov za določanje ciljev in ukrepov na področju mladinske politike, vključno z različnimi oblikami vključevanja mladih v oblikovanje ukrepov mladinske politike, ni mogoče zagotoviti v okviru drugih javnih politik, zato pravimo, da spadajo med t. i. vertikalne ukrepe (Beočanin in drugi 2011). Ti se odražajo v specifičnih potrebah mladih in
mladinskega dela.
Vir: Bakovnik N., Beočanin T., Berglez S., Dadič K., Lebar L., Lebič T., Mesec S., Mužica R., Praprotnik L., Ranc I., Straus M. (2012). Lokalna mladinska politika. Ljubljana: Zveza ŠKIS; Ajdoščina: Mladinski svet.